# L Lawliet
L'L Lawliet, conegut també com a Ela o Eru, és un personatge de la sèrie Death Note.
L'L és considerat un dels detectius més bons del món. Mai no ha revelat la seva identitat: tots els casos els ha resolts des de l'anonimat, i quan ha hagut de parlar amb públic, d'alguna manera o altra sempre ha fet servir mitjans informàtics per distorsionar-se la veu i ocultar el rostre. Per tant, ningú no sap com és. És per això que ell és el candidat perfecte per investigar qui pot ser en Kira i desemmascarar-lo: si no sap la cara que fa ni el seu nom de debò, no té manera de poder-lo matar.
Quan coneix en Light Yagami, sospita que pot ser en Kira, però no n'acaba de tenir la certesa.
A l'L se'l reconeix fàcilment pel seu caràcter somnolent: dorm poc, i per això sempre fa ulleres. Per mantenir-se despert, s'alimenta, sobretot, a base de dolços i de cafè. També és d'aspecte físic despreocupat, acostuma a estar descalç i despentinat, i va la roba plena de sécs. És el personatge de manga amb el coeficient intel·lectual més elevat, de més o menys 220 CI.

## Caracterització
El personatge de l'L Lawliet ha estat dissenyat per Tsugumi Ôba, el creador de Death Note.
En la versió animada de la sèrie, l'actor que hi posa veu en japonès és Kappei Yamaguchi i, en català, Roger Pera.
A les pel·lícules, però, és encarnat per Ken'ichi Matsuyama.

## Mort
Assassinat per:
- Light Yagami (causat)
- Rem

Light posa Misa en perill obligant a Rem a matar L